# IC 4803/3
IC 4803/3 је спирална галаксија у сазвијежђу Паун која се налази на листи објеката дубоког неба у Индекс каталогу.
Деклинација објекта је - 62° 3' 54" а ректасцензија 19h 0m 39,5s. Привидна величина (магнитуда) објекта IC 4803 износи 14,8 а фотографска магнитуда 15,6. IC 48033 је још познат и под ознакама ESO 141-17B, AM 1856-620, PGC 62677.